# Crucible
Crucible è il secondo album studio pubblicato dalla band heavy metal Halford, nel 2002, dalla Metal-Is Records.

## Tracce
1. Park Manor (Instrumental) – 1:11
2. Crucible – 4:26
3. One Will – 3:32
4. Betrayal – 3:04
5. Handing Out Bullets – 3:16
6. Hearts of Darkness – 3:48
7. Crystal – 4:37
8. Heretic – 3:49
9. Golgatha – 4:20
10. Wrath of God – 3:11
11. Weaving Sorrow – 3:28
12. Sun – 3:48
13. Trail of Tears – 5:56
14. She – 4:01
15. Fugitive – 4:01

## Formazione
- Rob Halford: voce
- Metal Mike Chlasciak: chitarra
- Patrick Lachma: chitarra
- Ray Riendeau: basso
- Bobby Jarzombek: batteria